# Zorzines lamprobasis
Zorzines lamprobasis är en fjärilsart som beskrevs av Inoue 1992. Zorzines lamprobasis ingår i släktet Zorzines och familjen nattflyn. Inga underarter finns listade i Catalogue of Life.